# Sant Gil de Pinyana
Sant Gil de Pinyana és una església romànica del municipi del Pont de Suert. És l'antiga parròquia del poble de Pinyana, de l'antic terme de Viu de Llevata. El petit nucli de Pinyana està situat a 1284 m d'altitud. Tradicionalment estava vinculat al municipi de Viu de Llevata, però juntament amb altres petits pobles l'any 1968 fou incorporat al Pont de Suert. Està protegida com a bé cultural d'interès local.

## Descripció
Es tracta d'una església d'una sola nau coronada amb una capçalera i amb dues capelles laterals a banda i banda. Les coberta és de volta de canó i el creuer està coronat per una cúpula semiesfèrica. L'arc que precedeix el creuer està presidit per un bust de la Mare de Déu a sota hi ha la data de consagració de l'església 1705. L'aparell constructiu és fet de pedra irregular i morter de calç. Les cornises, capitells, columnes i peanyes són d'estuc i serveixen per estructurar els diferents espais arquitectònics. Els murs estan decorats mitjançant esgrafiats en blanc i negre. La zona del creuer és la més rica en decoració. Les pilastres tenen incorporada l'ornamentació pròpia de les columnes salomòniques i a les quatre petxines que sostenen la cúpula hi ha uns atlants que sostenen els quatre evangelistes. L'església de Sant Gil fou consagrada el 1705. No s'han localitzat referències medievals, però el Museu de Lleida Diocesà i Comarcal conserva una marededeu romànica procedent de l'església de Pinyana. D'una segona imatge de la Mare de Déu amb el Nen, molt primitiva, es dubta si procedeix d'aquesta església o de la de Santa Maria d'Erillcastell.